# Mine de McCoy Cove
La mine de McCoy Cove  est une mine à ciel ouvert d'or située au Nevada aux États-Unis,.